# Assaut sur Mount Kent
Guerre des Malouines
Batailles
- Invasion argentine
- Géorgie du Sud
- Occupation (en)
- Paraquet
- Black Buck
- ARA General Belgrano
- ARA Alferez Sobral
- HMS Sheffield
- Île Pebble
- Mikado
- Sutton
- San Carlos
- HMS Ardent
- Seal Cove
- HMS Antelope
- Atlantic Conveyor
- HMS Coventry
- Goose Green
- Mount Kent
- Top Malo House
- Gazelle XX377
- Bluff Cove
- Many Branch Point
- Mount Harriet
- Two Sisters
- HMS Glamorgan
- Mount Longdon (en)
- Wireless Ridge (en)
- Mount Tumbledown (en)
- Port Stanley
- Île Thulé

L’assaut sur Mount Kent est un combat qui oppose les forces argentines et britanniques pendant la guerre des Malouines.
Fin mai 1982, des patrouilles avancées de l'Escadron G du Special Air Service avaient établi qu'un certain nombre de pics surplombant les défenses argentines autour de Port Stanley, étaient pour la plupart non défendus, en particulier après que la réserve héliportée argentine, l’Équipe de combat Solari (Compagnie B du 12e régiment d'infanterie) ait été transférée à Goose Green et que le 4e régiment d'infanterie ait reçu pour ordres d'abandonner Mount Challenger et de prendre position sur le mont Two Sisters et le mont Harriet. Une mission de reconnaissance initiale réalisée par des hommes appartenant à l'Escadron D du Major Cedric Delves, qui avaient été déposés par hélicoptère dans la zone de Mount Kent le 25 mai, permet au reste de l'escadron d'arriver en toute sécurité le 27 mai à temps pour contrer une forte offensive menée par les forces spéciales argentines, sous le commandement du capitaine Eduardo Villarruel, le commandant-en-second de la 602e compagnie commando. Le commandant de la 602e compagnie commando, le major Aldo Rico, avait demandé aux quatre commandants des patrouilles argentines impliquées dans l'opération de prendre possession des monts Kent et des pics alentour afin de permettre à des renforts ultérieurs d'être déposés, il s'agit du 601e escadron de forces spéciales de la Gendarmerie nationale du major José Ricardo Spadaro et des troupes héliportées de la Compagnie B du 6e régiment d'infanterie du major Oscar Ramon Jaimet, ces hommes ayant été entraînés au combat de nuit l'année précédente. Les patrouilles du SAS composées des Air Troop, Boat Troop et du quartier-général tactique du major Delves se retrouvent pressées de toute part et doivent affronter au cours de violentes escarmouches environ 40 membres des forces spéciales argentines, avant que les Argentins ne finissent par se retirer. Les Air Troop sont dans un premier temps repoussées au cours du combat, mais elles parviennent à tenir le sommet du Mount Kent jusqu'à ce que des renforts de Royal Marines arrivent.

## L'assaut
Le premier combat durant l'assaut sur Mount Kent a lieu dans la nuit du 29 au 30 mai 1982 lorsque la 3e section d'assaut de la 602e compagnie commando du capitaine Andres Ferrero rencontre une patrouille britannique de l'Escadron D du 22e Special Air Service sur les pentes de Mount Kent (en). Les Britanniques prennent le contrôle de la situation, mais deux hommes du SAS sont blessés,.
Le 30 mai vers 17 h, l'opérateur radio de la 2e section d'assaut du capitaine Tomas Fernandez, le premier-sergent Alfredo Flores, envoie - depuis les pentes de Bluff Cove Peak - le message radio suivant : « Nous sommes en danger » et quarante minutes plus tard : « Il y a des Anglais partout autour de nous… vous feriez bien de vous dépêcher. »
Le jour même, vers 11 h (heure locale), le premier-lieutenant Márquez et le sergent Blas de la 2e section d'assaut avaient fait preuve d'un grand courage et de leadership dans les combats qui avaient eu lieu sur Bluff Cove Peak, ils seront décorés à titre posthume de la Médaille de la nation argentine pour la valeur au combat. Les commandos argentins sous les ordres du capitaine Fernandez étaient tombés sur un camp occupé par 15 hommes du SAS,.
Sur Mount Simon, la 1re section d'assaut du capitaine Jose Arnobio Verseci, entendant les tentatives de la patrouille du capitaine Fernandez d'échapper à l'encerclement britannique, décide d'abandonner sa position et de tenter de rallier le 601e bataillon des ingénieurs de combat gardant Fitzroy.
Le lendemain, une autre embuscade du SAS a lieu lorsque la patrouille des forces spéciales de la Marine du Lieutenant-commandant Dante Camiletti (diminuée de Camilletti lui-même et du caporal Juan Carrasco qui avaient été capturés respectivement à Verde Mountain et Teal Inlet) rentrait d'une mission de reconnaissance à San Carlos, ils sont pris à partie sur les pentes inférieures de Estancia Mountain. Les sergents Jesús Pereyra et Ramón López sont grièvement blessés et capturés, ainsi que les caporaux Pablo Alvarado et Pedro Verón qui eux ne sont pas blessés.
Cette nuit-là, la compagnie K du capitaine Peter Babbington du 42 Commando (en) des Royal Marines est déposée à proximité par hélicoptère. À peu près au même moment, les hommes de la 2e section d'assaut, après s'être cachés toute la journée, sortent de leurs abris avec l'intention d'évacuer la zone mais ils sont pris sous un feu nourri en provenance des SAS. La vue d'un combat de nuit en cours surprend la compagnie K.  Les Marines se mettent rapidement à couvert et, après que les échanges de tir aient cessé, le major Cedric Delves de l'Escadron D du 22e SAS apparaît et les assure que tout allait bien et que les SAS avaient détruit une patrouille argentine. En réalité, les hommes de la 2e section d'assaut du capitaine Fernandez n'ont pas de pertes à déplorer, si ce n'est celle du sergent Alfredo Flores qui est capturé au cours du combat. 
Un historien américain raconte :

« Le SAS réussit finalement à entourer le principal groupe de commando, consolidant sa position près de la crête, et leur tend une embuscade avec un de ces assauts dévastateurs à l'arme automatique et au GPMG pour lequel le régiment est célèbre,. »

Le flight-lieutenant Andy Lawless, copilote du seul RAF Chinook (Bravo November (en)) ayant survécu à l'attaque de l’Atlantic Conveyor, prend part à cette mission et livre des canons et des munitions aux SAS et décrit le crash de l'hélicoptère (probablement le résultat de tirs d'armes légères) peu après :

« Nous savions que les SAS étaient à court d'armes. Notre travail consistait à débarquer des obusiers de 105 mm du 29e régiment d'artillerie royal. Rose m'a dit que le site d'atterrissage était plat et sécurisé. La mission consistait à voler toute la nuit avec des lunettes de vision nocturne. Nous avions trois canons de 105 mm à l'intérieur et des palettes de munitions en bandoulière. C'est alors que le brouillard de guerre est intervenu. Le sol n'était pas plat et était couvert de rochers. Nous ne pouvions trouver nulle part où atterrir et nous avons passé du temps à manœuvrer pour déposer les palettes de munitions. Nous avons dû les mettre exactement où les artilleurs voulaient parce qu'ils ne pouvaient pas déplacer les canons très loin à travers ce terrain épouvantable. Je me souviens distinctement des troupes en mouvement sous le rotor, tirant leurs armes - cela ne faisait pas partie du plan. Nous étions la cible de tirs d'artillerie. Une fois que nous avons déposées les armes, nous sommes allés directement à San Carlos afin d'apporter plus de fusils et de munitions. C'est alors que nous avons touché l'eau. Nous avons été chanceux car si nous avions touché la terre ferme, nous aurions été morts. Nous avons frappé la surface à une vitesse de 100 nœuds. La vague créée par l'impact est venue frapper la fenêtre du poste de pilotage alors que l'appareil s'immobilisait et les moteurs se sont en partie éteints. Je savais que nous étions tombés, mais je ne savais pas si nous avions été frappés. Dick a dit qu'il pensait que nous avions été frappés par des tirs au sol. Alors que l'hélicoptère se stabilisait, la vague d'étrave se réduisait. Notre collectif est resté soudé, les moteurs sont repartis et nous sommes sortis de l'eau comme le bouchon d'une bouteille. Nous regagnions de l'altitude,. »

Les combats autour de Mount Kent continuent et, vers 10 h le 31 mai, les Royal Marines récemment arrivés repèrent une colonne de la 601e compagnie commando du major Mario Castagneto avançant à bord de jeeps et de motos pour porter secours aux patrouilles de la 602e compagnie commando. Cependant, les hommes de Castagneto sont dispersés et contraints à se retirer après avoir été pris pour cible par des tirs de mortier qui blessent Castagneto et le sergent-instructeur Juan Salazar.  
Il y eut des pertes des deux côtés impliquant des aéronefs comme un résultat direct des opérations menées aussi bien par les forces spéciales britanniques et argentines dans les environs de Mount Kent. Dans la journée du 30 mai, les Harriers de la Royal Air Force sont actifs au-dessus de Mount Kent. L'un d'entre eux, le Harrier XZ963, piloté par le chef d'escadron Jerry Pook — répondant à un appel à l'aide de l'Escadron D — attaque les pentes basses du versant oriental de Mount Kent, son appareil est abattu par des tirs d'armes légères. Vers 11 h 0 le même jour, un hélicoptère SA-330 Puma est abattu par un missile sol-air Stinger tiré par un SAS à proximité de Mount Kent. Six membres des forces spéciales de la Gendarmerie nationale sont tués et huit sont blessés dans le crash.
Le seul Britannique à avoir trouvé la mort dans cette opération du SAS destinée à contrer les patrouilles des commandos argentins sur les monts entourant Port Stanley l'est par un tir ami. Sa mort a lieu lorsqu'une patrouille du SAS prend accidentellement pour cible une patrouille du SBS dans les premières heures du 2 juin, le sergent du SBS, Ian « Kiwi » Nicholas Hunt, est tué par un tir.
Le brigadier Julian Thompson défendra par la suite sa décision d'envoyer des patrouilles du SAS reconnaître les environs de Mount Kent en éclaireur du 42 Commando :

« Il est heureux que j'ai ignoré les vues exprimées par Northwood [quartier-général militaire britannique en Angleterre] m'indiquant que la reconnaissance des environs de Mount Kent avant l'insertion de 42 Commando était superflue. Si l'Escadron D n'avait pas été là, les forces spéciales argentines seraient tombée sur le 42 Commando avant qu'elle ne descendent d'avion et, dans l'obscurité et la confusion sur cette zone d'atterrissage difficile, elle aurait infligé de lourdes pertes aux hommes et aux hélicoptères,. »

Le Special Air Service s'attire les éloges pour avoir défendu avec succès Mount Kent et les pics environnants. La citation du Major Delves pour le Distinguished Service Order comprend le texte suivant :

« Suite à la mise en place réussie de la tête de pont dans la baie de San Carlos, le major Delves a emmené son escadron à 40 miles derrière les lignes ennemies et a établi une position donnant sur le principal bastion ennemi à Port Stanley où l'on savait qu'au moins 7 000 soldats étaient basés. Par une série d'opérations rapides, de dissimulations habiles et d'attaques éclaires contre les patrouilles envoyées à sa recherche, il a été en mesure de maintenir une ferme prise sur la zone pendant dix jours jusqu'à l'arrivée des forces conventionnelles,. »

Un tank Scorpion des Blues and Royals aide à nettoyer Mount Kent des forces spéciales argentines restantes et engage le combat avec les troupes du 4e régiment sur les pentes inférieures. D'après le récit de Mark Flynn, cannonier à bord du tank :

« Paul Stretton et moi-même scannions les environs à la recherche de cibles. Il utilisait ses jumelles, j'avais la lunette d'un fusil. J'ai repéré quelques de Argies [Argentins] creusant sur un épaulement de terrain à environ 4 kilomètres. Le canon de 76 mm du Scorpion avait une portée effective de 6 kilomètres, ce qui les mettaient ainsi à portée… Avec un grossissement de 10x, même dans des conditions de ciel couvert, je fus surpris par la netteté avec laquelle je pouvais les voir. Uniformes et casques gris, ils ressemblaient selon moi un peu aux soldats allemands pendant la Seconde Guerre mondiale. En étudiant la région avec plus de soin, j'ai vu qu'il y avait des dizaines d'Argies répartis sur la pente. La plupart étaient déjà enterrés, mais quelques-uns étaient encore occupés à creuser de nouvelles tranchées dans le sol… J'ai pressé le bouton de tir. « Tirer maintenant ». Le premier obus est parti en direction de la cible, il a touché le sol à environ 200 mètres devant les Argies et a explosé, créant une pluie de la terre et de roche. J'ai suivi le traceur d'orange qui flottait vers l'ennemi, puis je me suis concentré sur les deux Argies, qui semblaient incrédules du fait que nous nous dirigions sur eux. Ils se tenaient ensemble près de la tranchée. Pour moi, ils nous ont regardé comme s'ils pensaient que c'était leur propre artillerie qui leur tirait dessus. L'obus explosif de 76 mm frappa l'Argie de droite dans la poitrine. Il disparut dans un brouillard rouge de sang… Nous avons harcelé l'ennemi avec notre feu, obus après obus tombant au milieu d'eux… Peu de temps après, nous avons commencé à entendre des tirs d'artillerie en retour sifflant au-dessus de nous, mais ils dépassaient de loin notre position : il me semble que les Argies tiraient sur les Paras qui venaient à pied à environ six clics à l'ouest de là où nous étions… J'étais alors inexpérimenté dans la guerre de tanks, alors quand Paul Stretton a dit à Frankie de sortir, j'ai été tellement surpris que j'ai protesté : “Mais ceci est une position excellente !” Je reçois des tirs à l'aveuglette et ils ne peuvent pas nous voir! Pourquoi ne restons-nous pas ici? Nous ruinions le moral de l'ennemi tandis que les Paras et les Marines avançaient. Pourquoi voudrions-nous bouger? Stretton m'a ignoré. Ce fut tout aussi bien : moins de trente secondes après que nous ayons bougé, un obus ennemi siffla et explosa à l'endroit exact que nous venions de quitter,. »

Le 3 Para atteint Estancia House le 1er juin et, peu après, les patrouilles de la compagnie D tombent sur des traces de sang et des pansements sur le terrain indiquant que le premier sergent Raimundo Viltes qui avait été blessé avait reçu les premiers soins du premier-lieutenant Horacio Lauria sur place, avec les blessés des forces spéciales de la Marine argentine et des commandos de la gendarmerie nationale, avant qu'ils ne soient évacués. D'après le sergent Jerry Phillips :

« Ce dut être un sacré combat parce que tous nos patrouilles de la compagnie de fusiliers ont fait état de sang, des morceaux de chair et des bandages éparpillés sur toute la zone. De la façon dont les choses étaient dispersés, le SAS doit avoir combattu contre au moins soixante-dix ennemis,. »

Dans la nuit du 3-4 juin, la 3e section d'assaut de la 602e compagnie commando retourne en direction des lignes avancées britanniques, atteignant le sommet de Mount Challenger après une approche difficile. De retour à Port Stanley, le major Aldo Rico ainsi que le premier-lieutenant Jorge Manuel Vizoso Posse (commandant-en-second de la patrouille) essaient de convaincre le brigadier-général Oscar Jofre d'héliporter sur place une compagnie de fusiliers afin d'attaquer les batteries d'artillerie britanniques que les commandos affirmaient avoir localisé grâce à leurs jumelles de vision nocturne mais, énervé, Jofre leur dit de s'en aller et de laisser le processus de prise de décision au quartier-général de la 10e brigade.
Le 4e régiment mène également des patrouilles et, dans la nuit du 6 au 7 juin, le caporal Nicolás Albornoz accompagné de huit conscrits traverse Murrell River et atteint la zone sur Mount Kent où plusieurs véhicules britanniques avaient été aperçus, mais la patrouille est rapidement prise pour cible par des tirs de mortiers et doit se retirer.
Avec la perte de ce point élevé, les bombardiers Canberra des Forces aériennes argentines effectuent plusieurs séries de bombardements contre les troupes britanniques qui se rassemblaient dans la zone. Leur première attaque, menée par six Canberras contre les positions des troupes britanniques autour de Mount Kent, a lieu dans l'obscurité à l'aube du 1er juin après que les capitaines Ferrero et Villarruel aient reçu une carte de la zone et l'ordre de viser les positions britanniques. Le lance-caporal Vincent Bramley se souviendra d'une attaque qui faillit être sanglante pour le 3 Para dans la nuit du 9 juin : 

« Le lendemain, les services de renseignement nous ont indiqué que les bombardiers Canberra des Argies avaient largués leurs bombes à moins de 300 mètres de nous.  S'ils nous avaient frappés, le bataillon ne serait pas là aujourd'hui. Nous avons passé la journée à creuser des tranchées à grande échelle. Mieux vaut tard que jamais,. »

Dans la nuit du 9 au 10 juin, une patrouille de combat aurait tiré sur plusieurs membres d'une section de mortiers appartenant au 45 Commando sur les pentes inférieures du Mount Kent, tuant quatre Royal Marines. 
Tôt le 10 juin, une compagnie Gurkha quitte Bluff Cove pour rejoindre les environs de Mount Kent afin d'établir une base à partir de laquelle des patrouilles agressives pourraient être menées, mais depuis le Forward Observation Office [poste d'observation avancé] sur Mount Harriet, le capitaine Tomas Fox repère la compagnie et dirige son artillerie de 155 mm contre elle, blessant trois Gurkhas le 11 juin. En décrivant le moment où il a été blessé, le lance-caporal Gyanendra Rai, qui recevra la médaille de l'Atlantique sud, dira :

« J'étais absolument convaincu que j'allais mourir. La douleur était sévère. C'était comme si quelqu'un avait introduit un marteau de forgeron de quatre livres à travers mon dos,. »

### Sources et bibliographie
- (en) Martin Arostegui, Twilight warriors : inside the world's special forces, New York, St. Martin's Press, 1997, 313 p. (ISBN 978-0-312-15234-5, 978-0-312-96493-1 et 978-0-312-30471-3)
- (en) Lawrence Freedman, The official history of the Falklands Campaign, vol. 1 : The origins of the Falklands war, Londres, Routledge, coll. « Government official history series », 2007, 253 p. (ISBN 978-0-415-41912-3)
- (en) Lawrence Freedman, The official history of the Falklands Campaign, vol. 2 : War and diplomacy, Londres, Routledge, coll. « Government official history series », 2007, 859 p. (ISBN 978-0-415-41911-6)
- (en) Julian Thompson, No picnic : 3 Commando Brigade in the South Atlantic : 1982, Leo Cooper, 2001 (1re éd. 1985), 201 p. (ISBN 978-0-436-52052-5)
- (en) Nicholas Van der Bijl, Nine battles to Stanley, Barnsley, Pen and Sword, 30 septembre 1999, 265 p. (ISBN 978-0-85052-619-6)
- (en) Nicholas van der Bijl et David Aldea, 5th Infantry Brigade in the Falklands War, Pen & Sword Books Ltd, 6 juin 2002 (ISBN 978-0-85052-948-7)
- (es) Isidoro Ruiz Moreno, Comandos en acción, Emecé editores, 1987